# Фирозпур
Фирозпу́р (хинди फिरोज़पुर, англ. Firozpur) — город в индийском штате Пенджаб. Основан султаном Фируз-шахом Туглаком (1351—1388) на берегах реки Сатледж. По другим данным, основан вождём раджпутского клана бхатти Ферозом. Фирозпур — административный центр одноимённого округа, транспортный узел на индо-пакистанской границе.

## География
Город расположен на границе с Пакистаном, в 109 км к юго-западу от Амритсара, в 120 км к западу от Лудхианы, в 120 км к юго-западу от Джаландхара, в 85 км к северо-западу от Бхатинды и в 389 км от Дели, на высоте 182 м над уровнем моря.

## Население
Согласно переписи 2011 года, население Фирозпура составляет 110 091 человек, из них 58 401 мужчина и 51 690 женщин. Уровень грамотности составляет 79,75 %. По данным прошлой переписи 2001 года население города насчитывало 95 451 человек.

## Достопримечательности
Мемориалы борцов за свободу Индии Бхагата Сингха, Раджгуру и Сукхдева, повешенных за революционную деятельность против британского правительства в Лахоре 23 марта 1931 года. Их самадхи находится в Хуссайнивале на берегу Сатледжа.